# Nemzeti Múzeum (Prága)
A prágai Nemzeti Múzeum (csehül: Národní muzeum, NM) az elsődleges múzeumi intézmény Csehországban. Az elnevezést használják az intézmény főépületére is, mely a belvárosi Vencel téren található.

## Története
Az intézményt 1818-ban alapították Hazafi v. Honismereti múzeum (Vlastenecké muzeum v Čechách) néven. 1848-ban Cseh múzeumra (České muzeum) keresztelték át, majd 1854-1919 között a Cseh királyság múzeuma (Muzeum Království českého) nevet viselte. Mai nevét az első Csehszlovák köztársaság megalakulásával vette fel. Az új épület megépülése előtt a Šternbergi (1821-1846), majd a Nosticei palotában (1846-1892) székelt.
Az új neoreneszánsz stílusú főépület Josef Schulz tervei alapján épült. A központi „Panteon” terem díszítése az 1885-1890 között készült. A monumentális epítmény a Václav tér domináns pontja. Az 1968-as prágai tavasz alkalmával a homlokzat a szovjet hadsereg lövéseitől megsérült, majd az 1970-es években a metró építésével kapcsolatban került veszélybe. A teljes épületegyüttes sosem volt restaurálva, így mára elég rossz állapotba került.
2006-ban az intézménynek ígérték oda a valamikori föderatív országgyűlés épületét.

## Könyvtár
A múzeumnak van könyvtár részlege is, mely a kéziratok és archív nyomtatványok részlegével együtt a főépületben kapott helyet. A folyóirat gyűjteményt a Helytartói nyári palotában helyezték el. A Žďár nad Sázavou-i könyvmúzeumot is a Nemzeti Múzeum Könyvtára üzemelteti.